# People Like Us (canción de Kelly Clarkson)
"People Like Us" - en español "Gente Como Nosotros"- es una canción de la artista estadounidense Kelly Clarkson, de sus primeros grandes éxitos del álbum Greatest Hits: Chapter One (2012). Escrito por Meghan Kabir, James Michael, Blair Daly, y producido por Greg Kurstin, que fue lanzado como tercer y último sencillo de la compilación a través de RCA Records el 8 de abril de 2013.

## Antecedentes y lanzamiento
Menos de un año después del lanzamiento de su quinto álbum de estudio, Stronger (2011), Clarkson comenzó a grabar las pistas con Greg Kurstin para un posible sexto estudio álbum durante un fin de semana en 2012. Kurstin había colaborado previamente con Clarkson en su álbum Stronger en la producción de las canciones " Stronger (What Doesn't Kill You) "," Dark Side" y "Honestly ". Ella comentó: "Él tiene todo este jazz de fondo, trae una especie de elemento fresco a la música pop. Lo bueno de esto es que se mete en el estudio y que no tiene una fórmula. Es como si todo podría cambiar".
Una de las tres canciones grabadas por Greatest Hits: Capítulo Uno, junto con "Catch My Breath" y "Don't Rush". "People Like Us" fue escrito por Meghan Kabir, James Michael y Blair Daly, con la producción a cargo de Greg Kurstin. Fue la primera vez que Michael, cantante de la banda de rock Sixx: AM, había coescrito una sola para un artista pop, habiendo escrito canciones previamente para los músicos de rock como Sixx: AM, Meat Loaf y Papa Roach. El 14 de noviembre de 2012, cinco días antes de la liberación del álbum, la canción se estrenó en línea en Clarkson Youtube canal.

## Recepción crítica
El sencillo recibió críticas generalmente favorables de la crítica. Carl Williott de Idolator, Escribió en un comentario ," People Like Us 'muestra la habilidad de Kelly para convertir la frustración en elevación y baile, llegando a la catarsis con frases como "todos somos inadaptados viviendo en un mundo en el fuego ", que es algo colosal, un himno pop puño en el aire de Clarkson. Zara Golden de VH1 compararon tema lírico de la canción de Lady Gaga " Born This Way" (2011), pero también señaló: "Clarkson es un antiguo experto en hilado de esperanza de tiempos difíciles y esta es el final perfecto para este álbum recopilatorio de Clarkson" .

## Posiciones
A la semana de lanzamiento de Chapter One, las ventas digitales de "People Like Us" dio lugar a su entrada en la South lista de sencillos de Corea. En el número 14 a partir del 28 de noviembre de 2012 "People Like Us" ha vendido más de 45.000 descargas en los Estados Unidos.

## Videoclip
El video musical de "People Like Us" fue grabado el 9 de abril de 2013, en la calle Misión Lab en South Pasadena, California. De acuerdo con las fotos , Clarkson llevaba blusa azul, falda de cintura alta y bata de laboratorio. En otras fotos que llevaba vestido azul con cinturón de color rosa y mangas negras. Ella tenía manchas negras en la cara, que son marcadores de efectos CGI. Kelly Clarkson tiene forma circular dibujado en su rostro mientras ella juega el papel de un científico en su nuevo video musical . El video fue dirigido por Chris Marrs Piliero. El video se estrenó el 28 de mayo de 2013 a través de su cuenta oficial de Vevo. El 17 de julio del mismo año, este video fue nominado a un premio MTV Video Music Award en la categoría Mejor video con mensaje social.

## Presentaciones
Clarkson debutó "People Like Us" en la duodécima temporada. de  American Idol el 11 de abril de 2013.

## Charts
| Chart (2012–13)                          | Peak position |
| ---------------------------------------- | ------------- |
| Canadá (Canadian Hot 100)                | 54            |
| Eslovaquia (Rádio Top 100)               | 35            |
| South Korea International Singles (GAON) | 14            |
| Ukraine (FDR)                            | 11            |
| Billboard bubbling 100                   | 19            |
| US Hot Singles Sales (Billboard)         | 14            |
| Estados Unidos (Hot Dance Club Songs)    | 15            |
| Estados Unidos (Adult Top 40)            | 19            |